# メタラミノール
メタラミノール（Metaraminol）は、メタヒドロキシノルエフェドリン（3,β-ジヒドロキシアンフェタミン）の立体異性体で、特に麻酔の合併症としての低血圧の予防と治療に使用される強力な交感神経刺激性アミンである。α1-アドレナリン受容体作動薬であり、若干のβ1アドレナリン受容体刺激作用がある。現在はジェネリック医薬品として販売されている。

## 用法
メタラミノールは、ボーラス投与（多くの場合0.5～1mg）または点滴静注として、通常は末梢静脈から投与される。メタラミノールは一般に1mL中10mgで販売されており、投与前に希釈する必要がある（多くの場合、0.5mg/mL）が、低血圧治療用のボーラス用にあらかじめ調製されたシリンジも一般に販売されている。

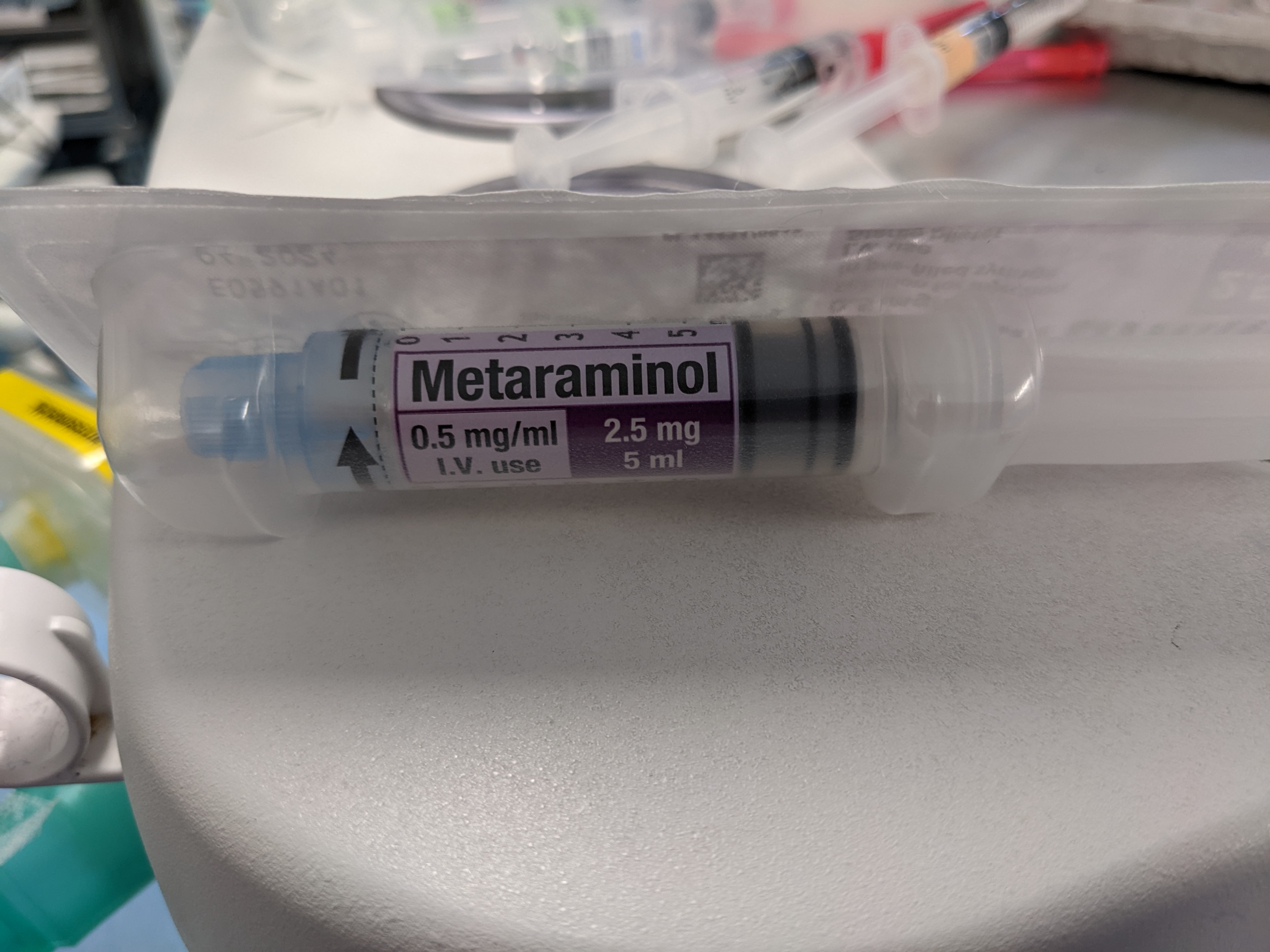
メタラミノールの市販のプレフィルドシリンジ。麻酔時のボーラス用として、0.5mg/mL（2.5mgを5mL）に調製されている。）

### 薬理
メタラミノールの血管収縮作用の主なメカニズムは間接的であり、内因性ノルアドレナリン貯蔵の放出による。メタラミノールは、高用量ではαアドレナリン作動薬およびβ1アドレナリン作動薬として直接作用する。しかし、臨床で一般的な用量では、反射性徐脈が一般的な副作用であることが示唆するように、間接的なα1アドレナリン作動性作用が優勢である。

## 研究
メタラミノールは、持続勃起症の治療にも用いられる。帝王切開中の母体低血圧の予防・治療に用いられた場合、臍動脈の塩基過剰への悪影響は、少ない順に、ノルアドレナリン、メフェンテルミン、メタラミノール、フェニレフリン、エフェドリンの順であることが、過去のランダム化比較試験を対象としたベイジアンネットワークメタ分析で示された。